# Невена Миловановић
Невена Миловановић (Београд, 30. децембар 1963) српска је костимографкиња и сликарка. Као костимограф је креирала преко хиљаду костима за серије, филмове и ТВ серије попут Мој рођак са села, Мирис кише на Балкану, Сложна браћа.

## Биографија
Рођена је у Београду у СФРЈ. На Факултет примењених уметности у Београду примљена је међу првим студентима 1982. године. Након дипломирања 1987. године, почиње њена каријера костимографа у многим филмским, телевизијским и позоришним остварењима.

## Награде
Добитница је награда УЛУПУДС-а за најбољи дипломски рад и Златне Антене за најбољи костим за серију Мирис кише на Балкану.

## Филмографија
Костимограф:
- 1989 - Метла без дршке
- 1990 - Ноћни играчи
- 1994 - Житије Мрђена Нестретниковића
- 1996 - Сложна браћа
- 1998 - Црвено, жуто, зелено...крени
- 1999 - Голубовића апотека
- 2002 - Тајне обичних ствари
- 2003 - Добре намере
- 2003 - Мансарда
- 2003 - Најбоље године
- 2004 - Te quiero, Радиша
- 2007 - Премијер
- 2007 - Маска
- 2008 - Who the fuck is Milos Brankovic?
- 2008 - Look at me
- 2008-2009 - Паре или живот
- 2009 - Кад на врби роди грожђе
- 2009-2010 - Јесен стиже, дуњо моја
- 2010 - Шесто чуло
- 2010 - Blue train
- 2008-2011 - Мој рођак са села
- 2010-2011 - Мирис кише на Балкану
- 2012 - Плави воз
- 2012-2014 - Фолк
- 2014 - Србија у Великом Рату
- 2015 - Брат Дејан
- 2016 - Света Куманица
- 2017 - Прва тарифа
- 2016-2017 - Сумњива лица
- 2019 - Црвени месец[2]
- 2020 - Југословенка
- 2020 - Тајне службе Србије
- 2017-2020 - Истине и лажи
- 2020-2021 - Камионџије д.о.о[3]
- 2021 - Јованка Броз и тајне службе
- 2021 - Радио Милева
- 2020-2021 - Игра судбине
- 2022 - Од јутра до сутра
- 2023 - Вера